# Reising M50
Die Reising M50 war eine amerikanische Maschinenpistole, die im Zweiten Weltkrieg zum Einsatz kam. Sie wurde benannt nach ihrem Konstrukteur Eugene Reising.

## Einsatz
Nach dem Angriff auf Pearl Harbor erkannte das amerikanische Militär einen großen Mangel an Maschinenpistolen und Infanteriegewehren. Die verfügbaren Stückzahlen von bewährten Modellen wie der Thompson-MP oder des erst 1936 eingeführten M1 Garand reichten nicht annähernd aus, die mobilisierten Truppen auszurüsten. So wurden neben Waffen, die bereits im vorherigen Krieg verwendet wurden, auch kurzfristig Neuentwicklungen in die Ausrüstung übernommen. Die Reising-MPi wurde erst 1940 patentiert, aber schon 1942 von Soldaten des United States Marine Corps bei Gefechten im Pazifikkrieg eingesetzt. Dort erwarb sich die Reising einen schlechten Ruf. Den Bedingungen des tropischen Klimas war die Waffe nicht gewachsen. Die wenig robuste Verschlusstechnik versagte häufig den Dienst, Feuchtigkeit und Salz zersetzten die Metallteile. Bei der Pflege der Reising-MPi trat ein weiteres unerwartetes Problem auf: Harrington & Richardson hatte bislang wenig Erfahrung bei der Massenfertigung von Armeezubehör. Dem Beschaffungsamt des USMC war bekannt, dass die Einzelteile nicht vollständig austauschbar sein würden. Dies wurde aber nicht hinreichend deutlich mit der Truppe kommuniziert. Als Soldaten nach dem gemeinsamen Zerlegen und Reinigen ihre Waffen wie gewohnt aus willkürlichen Teilen zusammensetzen wollten, scheiterte dies zum Teil aufgrund der schwankenden Toleranzen. Die Marines versuchten sich mit anderen Modellen zu bewaffnen, wo immer sie solcher habhaft werden konnten. Es kam auch zu Fällen, bei denen Soldaten die Maschinenpistole im Zorn einfach fortwarfen, um die Neuausrüstung mit zuverlässigeren Waffen zu erzwingen. Das Modell wurde dann alsbald von den Kriegsschauplätzen abgezogen und an Polizeibehörden, an die Nationalgarde und den Küstenschutz abgegeben. Die Restbestände gingen an das Office of Strategic Services oder wurden nach Kanada sowie an die alliierte Sowjetunion geliefert.

## Technik
Im Gegensatz zu den meisten Maschinenpistolen hat die Reising Maschinenpistole einen verzögerten Masseverschluss, beim Schuss muss der einteilige Verschlussblock zuerst den Widerstand einer Rampe überwinden und abkippen, bevor er zurückläuft, dies erlaubt, den Verschlussblock leichter auszuführen. Dazu kommt, dass die Waffe aufschießend ist, was bedeutet, dass sich der Verschluss vor dem Schuss in vorderer Stellung befindet. Bei der Schussabgabe schnellt nur der bewegliche Schlagbolzen nach vorn und zündet die Patrone. Die Waffe lag dadurch während des Feuerns ruhiger, hatte hingegen aber auch viele Einzelteile. Staub und Rost setzten dieser Feinmechanik derart zu, dass sich Zündversager häuften. Zu allem Überfluss verbogen sich vielfach die Magazinlippen, was die Munitionszufuhr behinderte und zu Ladehemmungen führte. Obwohl das USMC anfangs 100.000 Exemplare orderte, wurden davon bis Kriegsende kaum mehr als ein Zehntel produziert und ausgeliefert.

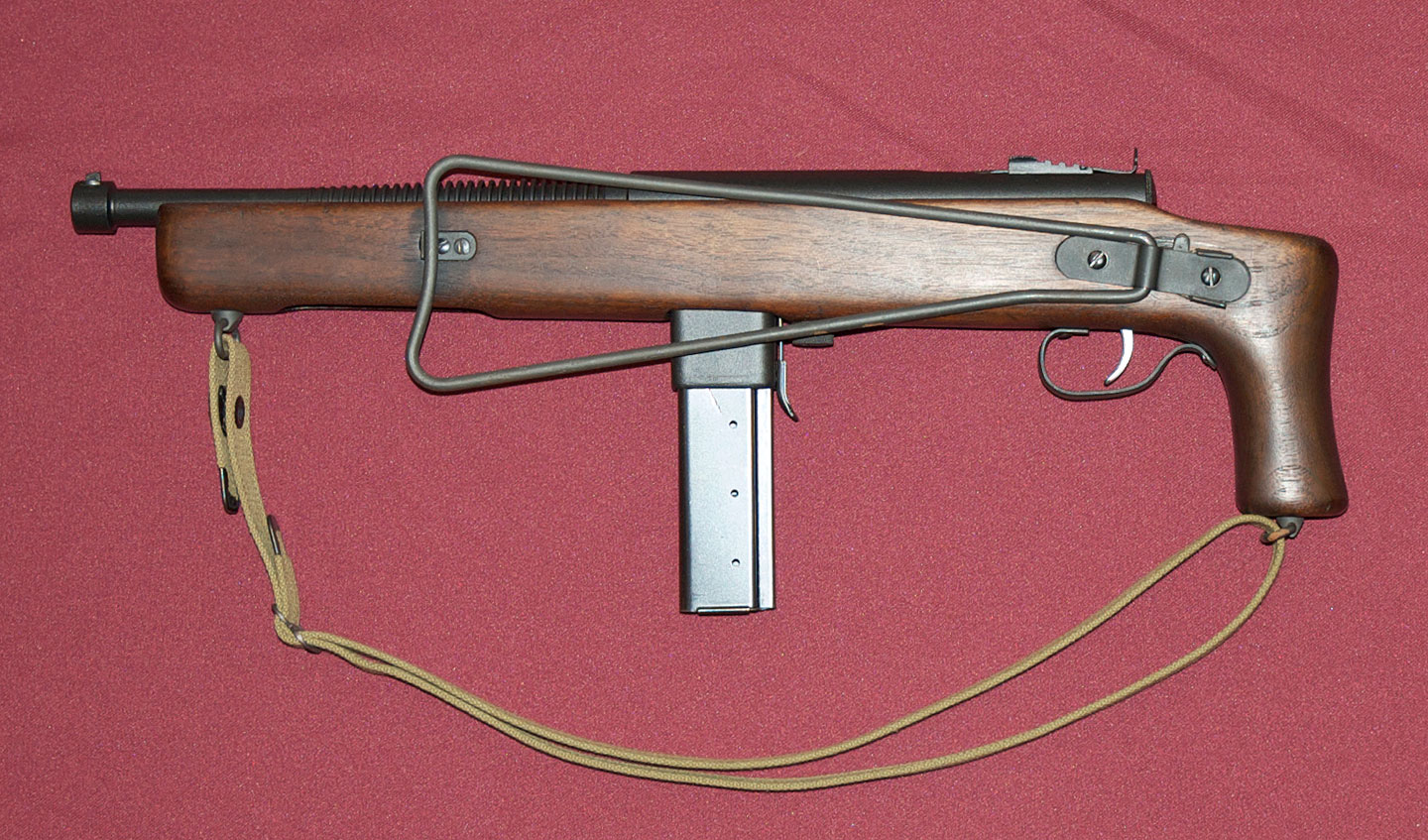
Reising Model 55

## Versionen
- M50: Standardmodell mit festem Holzkolben
- M55: Kurzversion mit Klappschaft für Fallschirmjäger
- M60: Einzelfeuer-Karabiner für Polizei und Nationalgarde